# Čador
Čador (perzijsko چادر) je zunanje oblačilo nekaterih muslimanskih in hindujskih žensk. Je sestavni del prakse oblačenja po pravilih hidžaba, izhaja pa iz Irana.
Čador pokriva žensko od glave do prstov na nogah, odkrite so lahko le roke in del ali celoten obraz, četudi obstajajo različice, ki pokrivajo celotno telo vključno z obrazom, pri čemer je moč gledati skozi posebno mrežo. Čadorju podobna obleka je kimar.
Beseda čador izhaja iz hindijščine in pomeni »kvadrat blaga«. Svoje korenine ima v 6. stoletju pr. n. št. v perzijsko-ahemenskem imperiju pod kraljem Kirom Velikim. Ideja o izoliranosti ženske od sveta je ta kos oblačila ohranila tudi pod vladanjem Aleksandra Velikega in Bizantinskega imperija, nato pa so ga posvojili Arabci, ki so osvajali to kraljestvo.
Posebno mesto je čador dobil v Iranu leta 1979 po iranski revoluciji, ko so vladajoči islamski fundamentalisti zahtevali dostojno oblačenje žensk.